# Émilie Bierre
Émilie Bierre (Quebec, 12 de maio de 2004) é uma atriz franco-canadense. Ela é mais conhecida por sua atuação no filme Uma Colônia (2018), pelo qual ganhou o Canadian Screen Award de Melhor Atriz.

## Carreira
Bierre começou sua carreira como modelo aos quatro anos. Ela ganhou um Young Artist Award em 2018 por sua atuação na série de televisão Jenny. Por A Colony, Bierre ganhou o Canadian Screen Award de Melhor Atriz.